# 何明輝
何明輝，祖籍順德，出生香港，澳門新聞知名人物，前運輸工務司司長歐文龍的生意伙伴，澳門特首何厚鏵的好朋友。 何明輝是新明輝建築工程有限公司董事長，人稱「澳門建築大王」，近年建築項目包括澳門科技大學、澳門巨蛋、星際酒店、威尼斯人度假村等。  

## 相關
- 澳門建築業
- 超支
- 賄賂